# Pseudojanira fremantlensis
Pseudojanira fremantlensis är en kräftdjursart som beskrevs av Serov och Wilson 1999. Pseudojanira fremantlensis ingår i släktet Pseudojanira och familjen Pseudojaniridae. Inga underarter finns listade i Catalogue of Life.